# Список космонавтов Германии
Ниже представлен список из немецких космонавтов, участвовавших в космическом полёте. Данные приведены по состоянию на 8 апреля 2025 года.
В списке 13 космонавтов, среди которых 1 женщина. 10 космонавтов уже завершили карьеру, 2 выделенных бежевой заливкой находятся в активном отряде. 1 выделенный салатовой заливкой — космический турист. Только у 4 космонавтов есть опыт выходов в открытый космос. 
На 8 апреля 2025 года нет в живых 2 космонавтов. 
| №  | Космонавт (астронавт)                                                                  | Фото | Экспедиция | Число полётов | Суммарный налёт             | Выходы в открытый космос | Время в открытом космосе | Примечание                                                                          |
| -- | -------------------------------------------------------------------------------------- | ---- | --- | ------------- | --------------------------- | ------------------------ | ------------------------ | ----------------------------------------------------------------------------------- |
| 1  | Зи́гмунд Йен (нем. Sigmund Werner Paul Jähn) 13 февраля 1937 — 21 сентября 2019         |      | Союз-31, Салют-6 (4), Союз-29, 26.08.1978 - 03.09.1978                                                                                             | 1             | 07 суток 20 часов 49 минут  | 0                        | 0                        | Генерал-майор ВВС ГДР, космонавт исследователь.                                     |
| 2  | Ульф Ди́трих Ме́рбольд (нем. Ulf Dietrich Merbold) род. 20 июня 1941 года                |      | Колумбия STS-9, 28.11.1983 - 08.12.1983 Дискавери STS-42, 22.01.1992, - 30.01.1992 Союз ТМ-20, Мир (16), (17), Союз ТМ-19, 03.10.1994 - 04.11.1994 | 3             | 49 суток 21 час 36 минут    | 0                        | 0                        | Доктор естественных наук, специалист по полезной нагрузке, космонавт-исследователь. |
| 3  | Эрнст Ви́лли Ме́ссершмид (нем. Ernst Willi Messerschmid) род. 21 мая 1945 года           |      | Челленджер STS-61A, 30.10.1985 - 06.11.1985 | 1             | 07 суток 00 часов 44 минуты | 0                        | 0                        | Физик, специалист по полезной нагрузке.                                             |
| 4  | Ра́йнхард А́льфред Фу́ррер (нем. Reinhard Alfred Furrer) 25 ноября 1940 — 9 сентября 1995 |      | Челленджер STS-61A, 30.10.1985 - 06.11.1985 | 1             | 07 суток 00 часов 44 минуты | 0                        | 0                        | Физик, специалист по полезной нагрузке.                                             |
| 5  | Кла́ус-Ди́трих Фла́де (нем. Klaus-Dietrich Flade) род. 23 августа 1952 года               |      | Союз ТМ-14, Мир, Союз ТМ-13, 17.03.1992 - 25.03.1992                                                                                               | 1             | 07 суток 21 час 56 минут    | 0                        | 0                        | Подполковник ВВС Германии, космонавт-исследователь.                                 |
| 6  | У́льрих Ханс Ва́льтер (нем. Ulrich Hans Walter) род. 9 февраля 1954 года                 |      | Колумбия STS-55, 26.04.1993 - 06.05.1993 | 1             | 09 суток 23 часа 39 минут   | 0                        | 0                        | Физик, специалист по полезной нагрузке.                                             |
| 7  | Ханс Ви́льгельм Шле́гель (нем. Hans Wilhelm Schlegel) род. 3 августа 1951 года           |      | Колумбия STS-55, 26.04.1993 - 06.05.1993 Атлантис STS-122, 07.02.2008 - 20.02.2008                                                                 | 2             | 22 суток 18 часов 01 минута | 1                        | 06 часов 45 минут        | Физик, специалист по полезной нагрузке специалист полёта.                           |
| 8  | То́мас А́ртур Ра́йтер (нем. Thomas Arthur Reiter) род. 23 мая 1958 года                   |      | Союз ТМ-22, Мир (20), 03.09.1995 - 29.02.1996 Дискавери STS-121, МКС-13, 14, Дискавери STS-116, 04.07.2006 - 22.12.2006                            | 2             | 350 суток 05 часов 35 минут | 3                        | 14 часов 16 минут        | Бригадный генерал ВВС Германии, бортинженер.                                        |
| 9  | Ра́йнхольд Э́вальд (нем. Reinhold Ewald) род. 18 декабря 1956 года                       |      | Союз ТМ-25, Мир, Союз ТМ-24, 10.02.1997 - 02.03.1997                                                                                               | 1             | 19 суток 16 часов 34 минуты | 0                        | 0                        | Физик, космонавт-исследователь.                                                     |
| 10 | Ге́рхард Па́уль Ю́лиус Ти́ле (нем. Gerhard Paul Julius Thiele) род. 2 сентября 1953 года   |      | Индевор STS-99, 11.02.2000 - 22.02.2000 | 1             | 11 суток 05 часов 38 минут  | 0                        | 0                        | Физик, специалист полёта.                                                           |
| 11 | Александр Герст (нем. Alexander Gerst) род. 3 мая 1976 года                            |      | Союз ТМА-13М · МКС-40/41, 28.05.2014 - 10.11.2014 Союз МС-09 · МКС-56/57, 06.06.2018—20.12.2018                                                    | 2             | 362 суток 01 час 50 минут   | 1                        | 06 часов 13 минут        | Геофизик, вулканолог бортинженер.                                                   |
| 12 | Маттиас Йозеф Маурер (нем. Matthias Jozef Maurer) род. 18 марта 1970 года              |      | SpaceX Crew-3, 11.11.2021 - 06.05.2022 | 1             | 176 суток 2 часа 39 минут   | 1                        | 06 часов 54 минуты       |                                                                                     |
| 13 | Робеа Рогге (нем. Rabea Rogge) род. ~1995                                              |      | Fram2, 01.04.2025 - 04.04.2025 | 1             | 3 суток 14 часов 32 минуты  | 0                        | 0 часов 0 минуты         | Космический турист                                                                  |